# Bilagali, Sorab
Bilagali là một làng thuộc tehsil Sorab, huyện Shimoga, bang Karnataka, Ấn Độ.